# Leila Hatami
Leila Hatami (en persa: لیلا حاتمی‎ Leylā Hātamī; 1 de octubre de 1972) es una actriz y directora iraní. Es conocida por su trabajo en el cine iraní, incluyendo su actuación en la gandora de los premios de la Academia de cine Separación, por la que ganó el Premio Oso de Plata a la Mejor Actriz en el Festival de Cine de Berlín.

## Biografía
Leila Hatami nació en Teherán en 1972. Es hija del director Ali Hatami y de la actriz Zari Khoshkam. Está casada con el actor Ali Mosaffa. Durante su infancia apareció en varias de las películas de su padre incluyendo las series de televisión Hezar dastan (1978), el biopic Kamalolmolk  (1984), y la película Del Shodegan (1992), donde interpretó el papel de una princesa turca ciega.
Después de terminar sus estudios, se trasladó a Lausanne, en Suiza, para estudiar ingeniería electrónica en la École polytechnique fédérale de Lausanne. Pasados dos años cambió de orientación para estudiar literatura francesa. Una vez completados sus estudios regresó a Irán.

Tras una pausa inició su carrera en el cine en el año 1998 con la película Leila del director Dariush Mehrjui. En 1997, recibió el premio a la mejor actriz del Festival Internacional de Cine de Fajr.
Ha protagonizado decenas de películas, y muchas veces ha ganado la aclamación de la crítica y galardones. Por su actuación en Istgah-e Matrouk (La Desierta Estación) de 2002, fue nominada al Premio a la Mejor Actriz en el Festival Internacional de Cine de Fayr y ganó el premio a Mejor Actriz en el 26 Festival de Cine del Mundo de Montreal. En 2005, apareció en la primera película como director de su marido Ali Mosaffa, Sima-ye Zani Dar Doordast (Retrato de una dama lejana).
En 2011 participó en la película, que ganó entre otros premios el Oscar a la mejor película extranjera, Jodaeiye Nader az Simin (Nader y Simin, una separación) de Asghar Farhadi en la que encarnó el papel de Simin.
En 2012, recibió la atención internacional por su papel en la película aclamada por la crítica del director Asghar Farhadi, Separación, que ganó decenas de premios, incluyendo el Premio de la Academia por la Mejor Película Extranjera. Su actuación se ganó el aplauso de la crítica y varios premios, incluyendo el Oso de Plata Premio a la Mejor Actriz en el Festival de Cine de Berlín. IndieWire la elogió por su interpretación como una de las mejores actuaciones del siglo 21.
En abril de 2014, fue anunciada como miembro del jurado de la competencia principal en el Festival de Cine de Cannes 2014. Mientras se encontraba allí, saludó al Presidente de Cannes Gilles Jacob con un beso en la mejilla, que es una forma de saludo en Francia. El Adjunto del Ministro de Cultura Hossein Noushabadi lanzó críticas por esto. En mayo de 2014, después de recibir un importante retroceso por el beso en Irán, incluidas llamadas para ser azotada—Hatimi se disculpó por sus acciones en una carta.

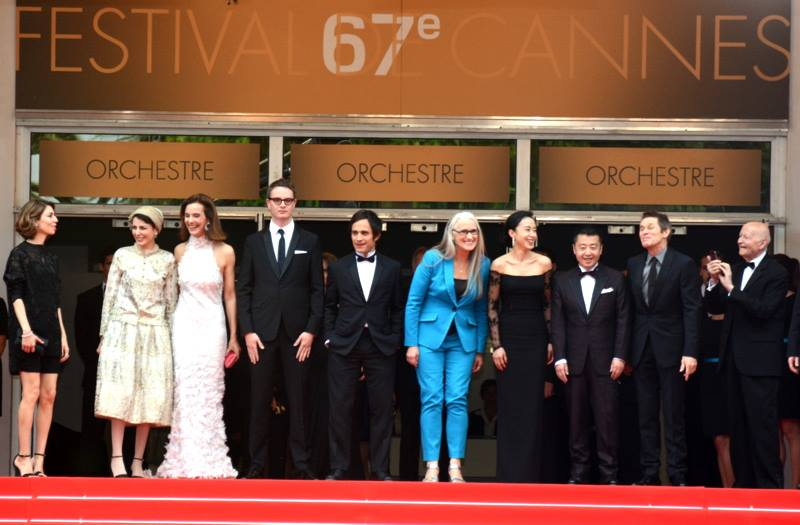
Hatami junto a sus compañeros miembros del jurado en el Festival de Cine de Cannes 2014

## Filmografía
| Año       | Título                                                         | Director             |
| --------- | -------------------------------------------------------------- | -------------------- |
| 1984      | 'Kamalolmolk                                                   | Ali Hatami           |
| 1992      | Del Shodegan (a.k.a. The Love Stricken)                        | Ali Hatami           |
| 1996      | Leila                                                          | Dariush Mehrjui      |
| 1998      | Sheida                                                         | Kamal Tabrizi        |
| 2000      | The Mix                                                        | Dariush Mehrjui      |
| 2000      | The English Bag (a.k.a. Keef-e Englisi) (TV Series)            | Seyed Ziaeddin Dorri |
| 2001      | Ab va Atash (a.k.a. Water and Fire)                            | Fereydoun Jeyrani    |
| 2001      | Moraba-ye Shirin (a.k.a. The Sweet Jam)                        | Marzieh Boroomand    |
| 2002      | Low Heights (a.k.a. Ertefae Past (UK) / Low Heights (US))      | Ebrahim Hatamikia    |
| 2002      | Istgah-e Matrouk (a.k.a. The Deserted Station)                 | Alireza Raeisian     |
| 2005      | Sima-ye Zani Dar Doordast (a.k.a. Portrait of a Lady Far Away) | Ali Mosaffa          |
| 2005      | Salad-e Fasl (a.k.a. Salad of the Season)                      | Fereydoun Jeyrani    |
| 2005      | Hokm                                                           | Masoud Kimiai        |
| 2005      | Shaer-e Zobale-ha (a.k.a. Poet of the Wastes)                  | Mohammad Ahmadi      |
| 2007      | Har Shab Tanhayi (a.k.a. Every Night Loneliness)               | Rasoul Sadrameli     |
| 2007–2008 | Paridokht (TV Series)                                          | Saman Moghaddam      |
| 2008      | Bi Pooli (a.k.a. Pennilessness)                                | Hamid Nematollah     |
| 2008      | Shirin                                                         | Abbas Kiarostami     |
| 2009      | Chehel Salegi (a.k.a. 40 Years Old)                            | Alireza Raeisian     |
| 2009      | Parse dar Meh (a.k.a. Roaming in the Mist)                     | Bahram Tavakkoli     |
| 2010      | There Are Things You Don't Know                                | Fardin Saheb Zamani  |
| 2011      | Aseman-e Mahboob (a.k.a. What a Wonderful Life or Lovely Sky)  | Dariush Mehrjui      |
| 2011      | A Separation                                                   | Asghar Farhadi       |
| 2011      | Felicity Land                                                  | Maziar Miri          |
| 2012      | Meeting Leila                                                  | Adel Yaraghi         |
| 2012      | The Last Step                                                  | Ali Mosaffa          |
| 2012      | Orange Suit                                                    | Dariush Mehrjui      |
| 2013      | Sealed Secret                                                  | Hadi Moghadamdoost   |
| 2014      | What's the Time in Your World?                                 | Safi Yazdanian       |
| 2014      | Time of Love                                                   | Alireza Raisian      |
| 2015      | Me                                                             | Soheil Beiraqi       |
| 2017      | Subdued                                                        | Hamid Nematollah     |
| 2017      | Crazy Heart                                                    | Bahman Farmanara     |
| 2017      | Bomb                                                           | Peyman Moaadi        |
| 2018      | Pig                                                            | Mani Haghighi        |